# Sveta Marina, Raša
Marina, popis 1991; skupaj: 35
Sveta Marina (do leta 1991. Marina, italijansko Santa Marina ďAlbona) je naselje na Hrvaškem, ki upravno spada pod občino Raša; le-ta pa spada pod Istrsko županijo.

## Geografija
Naselje, ki je po cesti od Labina oddaljeno okoli 12 km leži v jugovzhodni Istri na zahodni obali istoimenskega zaliva. Za manjšim valobranom na vzhodni strani zaliva, kjer je morje globoko okoli 5 m je prostor za sidranje 2-3 bark. Na tej steni zaliva stoji tudi avto kamp. Zaliv je izpostavljen jugovzhodnim vetrovom. V naselju je manjša trgovina in restavracija.

## Demografija
| Pregled števila prebivalcev po letih | Pregled števila prebivalcev po letih | Pregled števila prebivalcev po letih | Pregled števila prebivalcev po letih | Pregled števila prebivalcev po letih | Pregled števila prebivalcev po letih | Pregled števila prebivalcev po letih | Pregled števila prebivalcev po letih | Pregled števila prebivalcev po letih | Pregled števila prebivalcev po letih | Pregled števila prebivalcev po letih | Pregled števila prebivalcev po letih | Pregled števila prebivalcev po letih | Pregled števila prebivalcev po letih | Pregled števila prebivalcev po letih |
| ------------------------------------ | ------------------------------------ | ------------------------------------ | ------------------------------------ | ------------------------------------ | ------------------------------------ | ------------------------------------ | ------------------------------------ | ------------------------------------ | ------------------------------------ | ------------------------------------ | ------------------------------------ | ------------------------------------ | ------------------------------------ | ------------------------------------ |
| 1857                                 | 1869                                 | 1880                                 | 1890                                 | 1900                                 | 1910                                 | 1921                                 | 1931                                 | 1948                                 | 1953                                 | 1961                                 | 1971                                 | 1981                                 | 1991                                 | 2001                                 |
| 350                                  | 407                                  | 94                                   | 104                                  | 133                                  | 143                                  | 0                                    | 725                                  | 151                                  | 118                                  | 101                                  | 65                                   | 52                                   | 35                                   | 42                                   |